# Edvin Marton
Edvin Marton (17. února 1974 Ujlak, Ukrajina) vlastním jménem Lajos Edvin Csüry je maďarský hudební skladatel a houslista.
Proslavil se především spoluprací se známým krasobruslařem Jevgenijem Pljuščenkem.
V roce 1997 vyhrál mezinárodní soutěž houslistů v Montrealu a v roce 2008 obdržel cenu Emmy.

## Vzdělání
- 1983 - Čajkovského akademie, Moskva
- 1991 - Hudební akademie Franze Liszta
- 1994 - Juilliard School of Music, New York
- 1995 - Hudební akademie Vídeň

## Diskografie
- 1996 - Sarasate
- 2001 - Strings 'n' Beats
- 2004 - Virtuoso
- 2006 - Stradivarius
- 2010 - Hollywood
- 2016 - Rock Symphony
- 2018 - Stradivarius Vol.2